# 공자학원
공자학원(중국어 간체자: 孔子学院, 정체자: 孔子學院, 병음: Kŏngzǐ Xuéyuàn, 영어: Confucius Institute)은 중화인민공화국 정부가 세계 각 나라에 있는 대학교들과 교류해, 중국의 문화나 중국어 등의 교육 및 전파를 위해 세워진 교육 기관이다. 중국 정부가 운영비를 매년 20~30% 정도 지원한다. 공자학원은 공자라는 이름을 사용하고 있지만, 어디까지나 어학 교육 기관이고, 유교 교육은 하지 않는다. 그러나 언론의 보도에 의하면 한국내 공자 학원은 중국 공산당 선전뿐만 아니라 중국식 민주주의를 찬양하고 공자의 사상 자체도 왜곡하는 것으로 나타났다.

## 각국 반응
- 미국
  - 미국에서 공자학원에 대해 '중국 정부의 선전 수단'이라며 퇴출 요구가 나오는 가운데 미국 대학 가운데 처음으로 시카고 대학교가 공자학원 운영을 중단하기로 했다. 2014년 9월 26일(현지시간) AP 통신 등에 따르면 시카고 대학교는 지난 25일 성명에서 오는 29일 기존 계약이 만료된 이후 공자학원과의 계약을 갱신하지 않을 것이라고 밝혔다.[2]
  - 미국 공화당 상하원 의원은 중국 정부가 중국어 보급을 위해 전 세계에 설치한 공자학원 등에 대한 감시를 강화하는 법안을 제출했다.[3]

- 캐나다
  - 캐나다 최대 학군을 관할하는 토론토 교육청은 2014년 11월 29일(현지시간) 공자학원과의 협력관계를 단절하기로 했다고 발표했다. 31일 로이터 통신 등에 따르면 중국 정부가 공자학원을 통해 캐나다 교육에 개입하고 있다는 학부모와 교사 및 학생들의 항의가 거세지자 토론토 교육청 이사회(TDSB)는 이날 표결을 통해 방과후 공립학교 학생들에게 중국어와 중국문화 등을 가르치기로 한 공자학원과의 계약을 취소하기로 의결했다. 파멜라 고프 이사는 “공자학원이 중국 공산당의 직접적인 통제를 받고 있다는 우려가 있다”면서 “중국 정부에 고용된 교사들의 언론 자유를 제한하는 등 당이 공자학원을 통해 영향력을 행사하고 있다는 확실한 증거가 있다”고 말했다.[4]
  - 공자학원은 교직원 채용 시 법륜공을 비롯해 중국 정부가 불법으로 규정한 모든 단체 소속자를 제외해야 한다는 규정을 따르고 있다. 그러나 캐나다는 직원 채용 시 어떤 차별도 없이 사회 각계 출신을 포용하며 투명하고 언론 자유 원칙을 존중하고 있어 이 대학은 공자학원의 채용 기준을 용납할 수 없다는 것이다.[5]

- 스웨덴
  - 홍콩 사우스차이나모닝포스트(SCMP)는 11일 인터넷판에서 스웨덴 언론을 인용해 스톡홀름 대학이 2015년 6월 30일 공자학원을 폐쇄한다고 보도했다.[6]

- 일본
  - 요미우리 신문에 따르면 일본 정부는 와세다 대학과 리츠메이칸 대학 등 일본 내 대학 14곳에 설치된 공자학원의 교육 내용이나 조직 운영 상황에 대한 정보 공개를 촉구하고 관련 동향을 예의주시할 계획이다.[7]
- 대한민국
  - 조원진 우리공화당 대선후보는 김치 및 한복공정을 막고 고구려 발해 역사박물관을 건립하겠다고 말하면서 대학에서 운영하는 공자학원을 폐쇄할 것이라고 밝혔다.[8]

## 같이 보기
- 중화인민공화국 교육부